# Martainneville
Martainneville est une commune française située dans le département de la Somme, en région Hauts-de-France.

## Géographie

### Localisation
Martainneville est un village picard du Vimeu.
À vol d'oiseau, la localité est située à 6 km au nord-ouest de Oisemont, 9 km au nord-est de Blangy-sur-Bresle, 10 km au sud-est de Feuquières-en-Vimeu, 15 km au sud-ouest d'Abbeville et à 44 km à l'ouest d'Amiens.
Le territoire de la commune est limitrophe de ceux de sept communes.
Les communes limitrophes sont Saint-Maxent, Biencourt, Grébault-Mesnil, Ramburelles, Tours-en-Vimeu, Le Translay et Vismes.

### Hydrographie

#### Réseau hydrographique
La commune est traversée par la ligne de partage des eaux entre les bassins hydrographiques Artois-Picardie et Seine-Normandie. Elle est drainée par la Vimeuse.
La Vimeuse, d'une longueur de 17 km, prend sa source dans la commune  et se jette  dans la Bresle à Gamaches, après avoir traversé six communes.

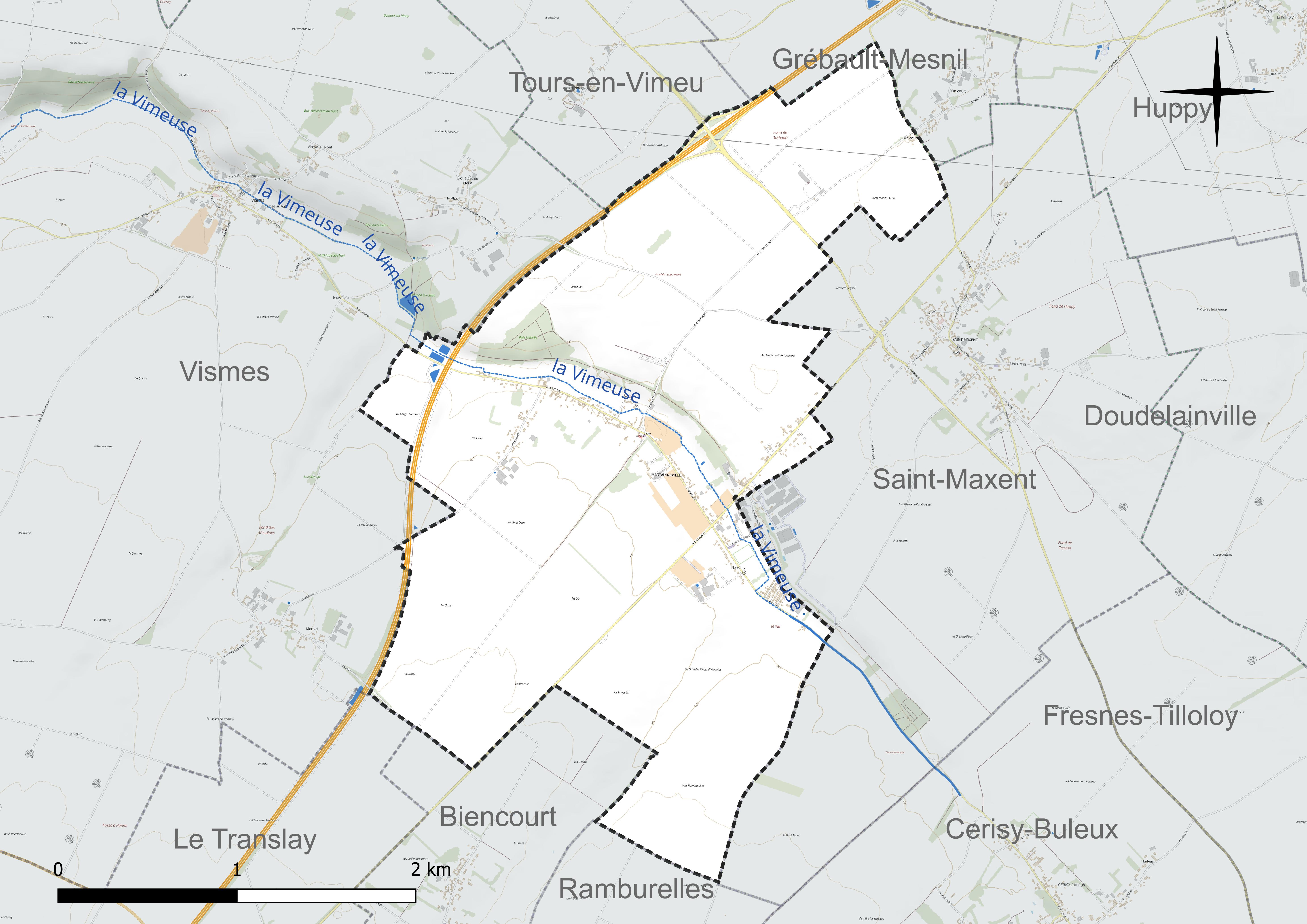
Réseau hydrographique de Martainneville.

#### Gestion et qualité des eaux
Le territoire communal est couvert par le schéma d'aménagement et de gestion des eaux (SAGE) « Vallée de la Bresle ». Ce document de planification concerne un territoire de 748 km2 de superficie, délimité par le bassin versant de la Bresle. Le périmètre a été arrêté le 7 avril 2003 et le SAGE proprement dit a été approuvé le 18 août 2016. La structure porteuse de l'élaboration et de la mise en œuvre est le syndicat mixte d'aménagement, de gestion et de valorisation du bassin de la Bresle.
La qualité des cours d'eau peut être consultée sur un site dédié géré par les agences de l'eau et l'Agence française pour la biodiversité.

### Climat
Pour des articles plus généraux, voir Climat des Hauts-de-France et Climat de la Somme.
En 2010, le climat de la commune est de type climat océanique franc, selon une étude du CNRS s'appuyant sur une série de données couvrant la période 1971-2000. En 2020, Météo-France publie une typologie des climats de la France métropolitaine dans laquelle la commune est exposée à un climat océanique et est dans la région climatique Côtes de la Manche orientale, caractérisée par un faible ensoleillement (1 550 h/an) ; forte humidité de l'air (plus de 20 h/jour avec humidité relative > 80 % en hiver), vents forts fréquents.
Pour la période 1971-2000, la température annuelle moyenne est de 10,4 °C, avec une amplitude thermique annuelle de 13,4 °C. Le cumul annuel moyen de précipitations est de 849 mm, avec 12,5 jours de précipitations en janvier et 8,6 jours en juillet. Pour la période 1991-2020, la température moyenne annuelle observée sur la station météorologique la plus proche, située sur la commune d'Oisemont à 7 km à vol d'oiseau, est de 11,1 °C et le cumul annuel moyen de précipitations est de 801,4 mm,. Pour l'avenir, les paramètres climatiques de la commune estimés pour 2050 selon différents scénarios d'émission de gaz à effet de serre sont consultables sur un site dédié publié par Météo-France en novembre 2022.

## Urbanisme

### Typologie
Au 1er janvier 2024, Martainneville est catégorisée commune rurale à habitat dispersé, selon la nouvelle grille communale de densité à sept niveaux définie par l'Insee en 2022.
Elle est située hors unité urbaine. Par ailleurs la commune fait partie de l'aire d'attraction d'Abbeville, dont elle est une commune de la couronne,. Cette aire, qui regroupe 73 communes, est catégorisée dans les aires de 50 000 à moins de 200 000 habitants,.

### Occupation des sols
L'occupation des sols de la commune, telle qu'elle ressort de la base de données européenne d'occupation biophysique des sols Corine Land Cover (CLC), est marquée par l'importance des territoires agricoles (94,4 % en 2018), une proportion identique à celle de 1990 (94,4 %). La répartition détaillée en 2018 est la suivante : 
terres arables (84,1 %), prairies (8,2 %), zones urbanisées (3,4 %), zones industrielles ou commerciales et réseaux de communication (2,2 %), zones agricoles hétérogènes (2 %). L'évolution de l'occupation des sols de la commune et de ses infrastructures peut être observée sur les différentes représentations cartographiques du territoire : la carte de Cassini (XVIIIe siècle), la carte d'état-major (1820-1866) et les cartes ou photos aériennes de l'IGN pour la période actuelle (1950 à aujourd'hui).

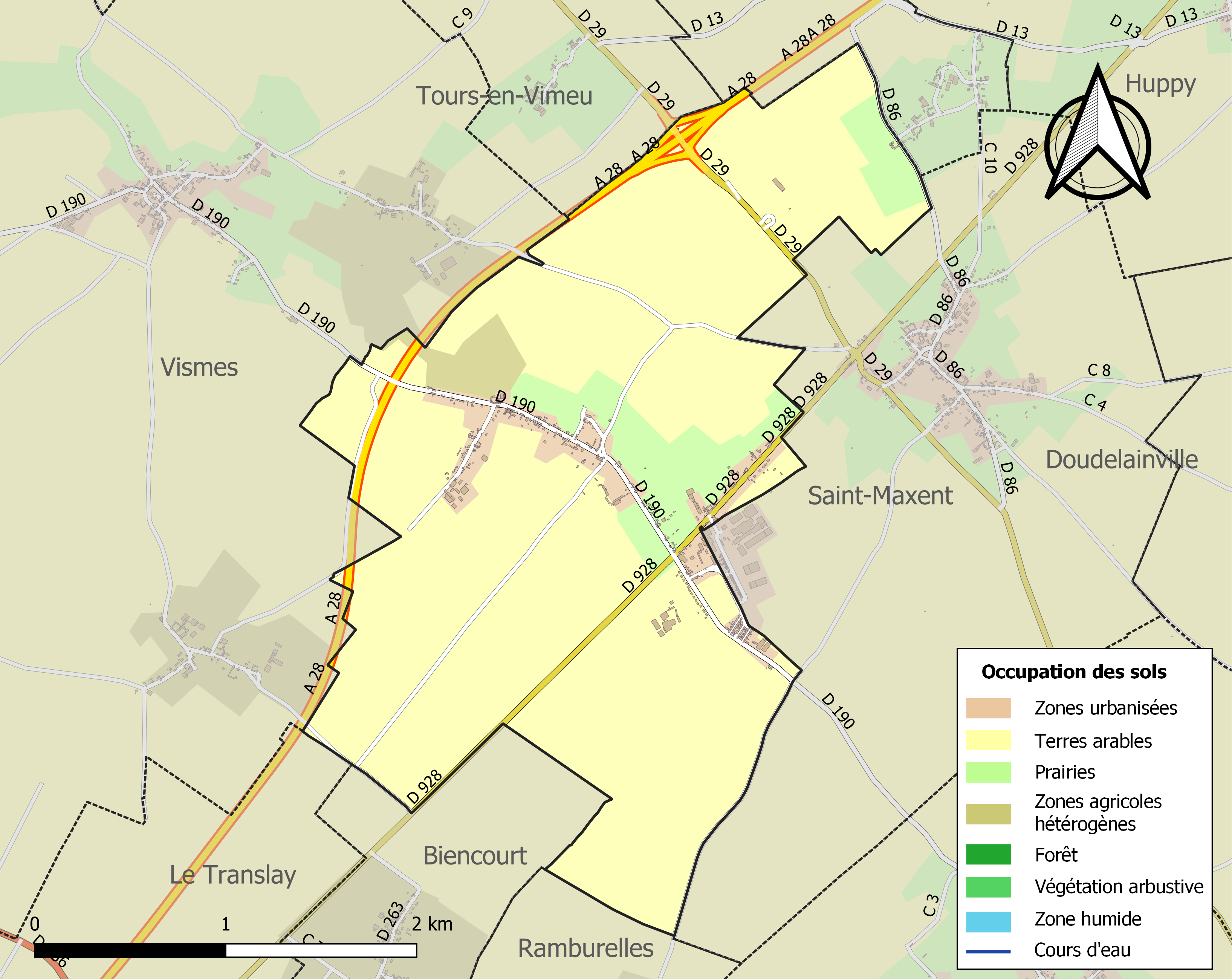
Carte des infrastructures et de l'occupation des sols de la commune en 2018 (CLC).

### Lieux-dits, hameaux et écarts
La commune contient deux écarts : Herveloy (situé près de la RD928), constitué d'habitations très semblables et d'entreprises, et la ferme d'Onicourt, située à l'entrée du hameau d'Onicourt, dépendance de Grébault-Mesnil.

### Voies de communication et transport
Ce village agricole picard est situé à l'intersection des routes départementales D 190 (axe Oisemont - Ault) et D 928 (ex-N 28, axe Bergues - Rouen). La route départementale D 29 (axe Feuquières-en-Vimeu - Liomer) passe par le territoire communal sans passer par le village en lui-même, ainsi que la route départementale D 86 (axe Saint-Maxent - Port-le-Grand), dans le même cas de figure.
Il est desservi par la sortie  4 Le Vimeu (située sur le territoire du village) de l'autoroute gratuite A28 (Abbeville - Tours).
En 2019, la ligne d'autocars no 21 (Vismes - Abbeville) du réseau Trans'80 Hauts-de-France passe par le village les jours du marché d'Abbeville, le mercredi et le samedi.

## Toponymie
Martegny-Villa (XIIe siècle)

Martainneville-lès-Butz (XIXe siècle)

Martainneville (depuis le XIXe siècle)[réf. nécessaire]

## Histoire
Les cercueils de pierre découverts à Martainneville appartiennent à l'époque gallo-romaine et aux premiers siècles de la monarchie française.
Les habitants du village se rendaient en pèlerinage à Blangy-sur-Bresle.
De plus, une chapelle se trouvait à la ferme d'Hervelay (aujourd'hui Herveloy).
En 1873, une râperie est implantée sur le territoire de la commune (à cheval avec Saint-Maxent) par la S. A. de la Sucrerie d'Abbeville. Elle est doublée en 1890 par une verrerie (La Verrerie de Martainneville), lancée par Édouard Bonvallet, verrier à Bouttencourt, placée en 1900 sous l'égide de la société Desjonquères frères. Pendant cette période (de 1893 à 1900), des logements sociaux sont construits à Martainneville. En 1906, la râperie passe sous l'égide de la société Say et la verrerie est reprise par Édouard de Boyer l'année suivante. De nombreux éléments bâtis à cette époque sont encore présents dans le village (notamment les logements).
En 1962, la râperie est citée parallèlement à une coopérative agricole, qui est la CALIRA, toujours en activité à l'heure actuelle.

## Politique et administration

### Tendances politiques et résultats
Sources : politologue.com ; ouest-france.fr ; lexpress.fr ; politiquemania.com ; Ministère de l'Intérieur

#### Élection présidentielle

##### 1ertour
| Année | Candidat | Candidat             | Candidat | Candidat | Candidat               | Candidat | Candidat | Candidat               | Candidat | Population                |
| ----- | -------- | -------------------- | -------- | -------- | ---------------------- | -------- | -------- | ---------------------- | -------- | ------------------------- |
| 1995  |          | Jacques Chirac RPR   | 24,17 %  |          | Lionel Jospin PS       | 22,5 %   |          | Robert Hue PCF         | 17,5 %   | 263 inscrits 240 exprimés |
| 2002  |          | Jean-Marie Le Pen FN | 19,5 %   |          | Jacques Chirac RPR     | 17 %     |          | Jean Saint-Josse CPNT  | 15 %     | 269 inscrits 200 exprimés |
| 2007  |          | Nicolas Sarkozy UMP  | 24,42 %  |          | Jean-Marie Le Pen FN   | 21,71 %  |          | Ségolène Royal PS      | 15,12 %  | 297 inscrits 258 exprimés |
| 2012  |          | Marine Le Pen FN     | 31,54 %  |          | François Hollande PS   | 24,62 %  |          | Nicolas Sarkozy UMP    | 16,92 %  | 318 inscrits 260 exprimés |
| 2017  |          | Marine Le Pen FN     | 42,26 %  |          | Jean-Luc Mélenchon LFI | 20,92 %  |          | Emmanuel Macron EM     | 15,06 %  | 308 inscrits 239 exprimés |
| 2022  |          | Marine Le Pen RN     | 45 %     |          | Emmanuel Macron LREM   | 20,45 %  |          | Jean-Luc Mélenchon LFI | 12,27 %  | 281 inscrits 220 exprimés |

##### 2dtour
| Année | Candidat | Candidat             | Candidat | Candidat | Candidat             | Candidat | Population                |
| ----- | -------- | -------------------- | -------- | -------- | -------------------- | -------- | ------------------------- |
| 1995  |          | Lionel Jospin PS     | 61,97 %  |          | Jacques Chirac RPR   | 38,03 %  | 263 inscrits 234 exprimés |
| 2002  |          | Jacques Chirac RPR   | 74,87 %  |          | Jean-Marie Le Pen FN | 25,13 %  | 269 inscrits 199 exprimés |
| 2007  |          | Nicolas Sarkozy UMP  | 50,83 %  |          | Ségolène Royal PS    | 49,17 %  | 297 inscrits 242 exprimés |
| 2012  |          | François Hollande PS | 57,14 %  |          | Nicolas Sarkozy UMP  | 42,86 %  | 318 inscrits 231 exprimés |
| 2017  |          | Marine Le Pen FN     | 60 %     |          | Emmanuel Macron EM   | 40 %     | 308 inscrits 220 exprimés |
| 2022  |          | Marine Le Pen RN     | 61,4 %   |          | Emmanuel Macron LREM | 38,6 %   | 310 inscrits 228 exprimés |

#### Élections législatives

##### 1ertour
| Année | Candidat | Candidat            | Candidat | Candidat | Candidat               | Candidat | Candidat | Candidat                                                    | Candidat | Population                |
| ----- | -------- | ------------------- | -------- | -------- | ---------------------- | -------- | -------- | ----------------------------------------------------------- | -------- | ------------------------- |
| 1997  |          | Jérôme Bignon RPR   | 33,02 %  |          | Vincent Peillon PS     | 26,98 %  |          | Jacques Pecquery PCF                                        | 18,6 %   | 258 inscrits 215 exprimés |
| 2002  |          | Jérôme Bignon UMP   | 32,09 %  |          | Vincent Peillon PS     | 24,6 %   |          | Catherine Lengelé FN                                        | 13,9 %   | 270 inscrits 187 exprimés |
| 2007  |          | Jérôme Bignon UMP   | 43,09 %  |          | Vincent Peillon PS     | 19,68 %  |          | Jacques Pecquery Colère et espoir (CE, communistes picards) | 14,89 %  | 295 inscrits 188 exprimés |
| 2012  |          | Jérôme Bignon UMP   | 31,09 %  |          | Jean-Claude Buisine PS | 30,57 %  |          | Nathalie Huiart FN                                          | 18,13 %  | 318 inscrits 193 exprimés |
| 2017  |          | Patricia Chagnon FN | 29,45 %  |          | Bruno Mariage LREM     | 26,71 %  |          | Isabelle Brusadelli-Dorion LFI                              | 17,81 %  | 309 inscrits 146 exprimés |
| 2022  |          | Nicolas Lottin RN   | 31,21 %  |          | Emmanuel Maquet LR     | 27,66 %  |          | Arnaud Petit PCF-NUPES                                      | 18,44 %  | 310 inscrits 141 exprimés |
| 2024  |          | Matthias Renault RN | 51,7 %   |          | Emmanuel Maquet LR     | 23,86 %  |          | Léon Deffontaines PCF-NFP                                   | 15,34 %  | 303 inscrits 176 exprimés |

##### 2dtour
| Année | Candidat | Candidat               | Candidat | Candidat | Candidat           | Candidat | Population                |
| ----- | -------- | ---------------------- | -------- | -------- | ------------------ | -------- | ------------------------- |
| 1997  |          | Vincent Peillon PS     | 54,93 %  |          | Jérôme Bignon RPR  | 45,07 %  | 258 inscrits 213 exprimés |
| 2002  |          | Jérôme Bignon UMP      | 53,37 %  |          | Vincent Peillon PS | 46,63 %  | 268 inscrits 178 exprimés |
| 2007  |          | Jérôme Bignon UMP      | 52,33 %  |          | Vincent Peillon PS | 47,67 %  | 295 inscrits 193 exprimés |
| 2012  |          | Jean-Claude Buisine PS | 51,11 %  |          | Jérôme Bignon UMP  | 48,89 %  | 318 inscrits 180 exprimés |
| 2017  |          | Bruno Mariage LREM     | 50,52 %  |          | Emmanuel Maquet LR | 49,48 %  | 309 inscrits 97 exprimés  |
| 2022  |          | Nicolas Lottin RN      | 51,06 %  |          | Emmanuel Maquet LR | 48,94 %  | 310 inscrits 141 exprimés |
| 2024  |          | Matthias Renault RN    | 51,89 %  |          | Emmanuel Maquet LR | 48,11 %  | 303 inscrits 185 exprimés |

#### Élections européennes
| Année | Candidat | Candidat              | Candidat | Candidat | Candidat              | Candidat | Candidat | Candidat                 | Candidat | Population                |
| ----- | -------- | --------------------- | -------- | -------- | --------------------- | -------- | -------- | ------------------------ | -------- | ------------------------- |
| 1999  |          | Jean Saint-Josse CPNT | 37,87 %  |          | François Hollande PS  | 14,79 %  |          | Robert Hue PCF           | 13,61 %  | 265 inscrits 169 exprimés |
| 2004  |          | Henri Weber PS        | 26,83 %  |          | Carl Lang FN          | 13,01 %  |          | Jacky Hénin PCF          | 10,57 %  | 284 inscrits 123 exprimés |
| 2009  |          | Gilles Pargneaux PS   | 24,79 %  |          | Marine Le Pen FN      | 16,53 %  |          | Frédéric Nihous CPNT-MPF | 14,88 %  | 295 inscrits 121 exprimés |
| 2014  |          | Marine Le Pen FN      | 47,41 %  |          | Jérôme Lavrilleux UMP | 20,69 %  |          | Gilles Pargneaux PS      | 14,66 %  | 328 inscrits 116 exprimés |
| 2019  |          | Jordan Bardella RN    | 53,57 %  |          | Manon Aubry LFI       | 10 %     |          | Nathalie Loiseau LREM    | 10 %     | 319 inscrits 140 exprimés |
| 2024  |          | Jordan Bardella RN    | 48,34 %  |          | Valérie Hayer RE      | 11,26 %  |          | Jean Lassalle AR         | 11,26 %  | 304 inscrits 151 exprimés |

#### Élections régionales

##### 1ertour
| Année | Candidat | Candidat             | Candidat | Candidat | Candidat            | Candidat | Candidat | Candidat                             | Candidat | Population                |
| ----- | -------- | -------------------- | -------- | -------- | ------------------- | -------- | -------- | ------------------------------------ | -------- | ------------------------- |
| 2004  |          | Gilles de Robien UDF | 31,15 %  |          | Maxime Gremetz PCF  | 25,14 %  |          | Michel Guiniot FN                    | 24,04 %  | 285 inscrits 183 exprimés |
| 2010  |          | Claude Gewerc PS     | 30,15 %  |          | Caroline Cayeux UMP | 19,85 %  |          | Maxime Gremetz Colère et espoir (CE) | 17,65 %  | 304 inscrits 136 exprimés |
| 2015  |          | Marine Le Pen FN     | 51,57 %  |          | Xavier Bertrand LR  | 24,53 %  |          | Pierre de Saintignon PS              | 15,09 %  |                           |
| 2021  |          | Xavier Bertrand DVD  | 51,92 %  |          | Sébastien Chenu RN  | 27,88 %  |          | Karima Delli EÉLV                    | 7,69 %   | 297 inscrits 104 exprimés |

##### 2dtour
| Année | Candidat | Candidat            | Candidat | Candidat | Candidat             | Candidat | Candidat        | Candidat          | Candidat        | Population                |
| ----- | -------- | ------------------- | -------- | -------- | -------------------- | -------- | --------------- | ----------------- | --------------- | ------------------------- |
| 2004  |          | Claude Gewerc PS    | 52 %     |          | Gilles de Robien UDF | 30,5 %   |                 | Michel Guiniot FN | 17,5 %          | 285 inscrits 200 exprimés |
| 2010  |          | Claude Gewerc PS    | 53,13 %  |          | Caroline Cayeux UMP  | 27,5 %   |                 | Michel Guiniot FN | 19,38 %         | 304 inscrits 160 exprimés |
| 2015  |          | Marine Le Pen FN    | 52,98 %  |          | Xavier Bertrand LR   | 47,02 %  | Pas de candidat | Pas de candidat   | Pas de candidat |                           |
| 2021  |          | Xavier Bertrand DVD | 62,89 %  |          | Sébastien Chenu RN   | 31,96 %  |                 | Karima Delli EELV | 5,15 %          | 297 inscrits 97 exprimés  |

#### Élections cantonales puis départementales

##### 1ertour
| Année | Candidat | Candidat                               | Candidat | Candidat | Candidat                                    | Candidat | Candidat | Candidat                                 | Candidat | Population                |
| ----- | -------- | -------------------------------------- | -------- | -------- | ------------------------------------------- | -------- | -------- | ---------------------------------------- | -------- | ------------------------- |
| 2004  |          | Jacques Pecquery PCF                   | 29,76 %  |          | Frédéric Tuncq UMP                          | 22,44 %  |          | Jean-François Colas FN                   | 16,59 %  | 285 inscrits 205 exprimés |
| 2011  |          | Jacques Pecquery Colère et espoir (CE) | 42,07 %  |          | Denis Mouillard FN                          | 25,52 %  |          | Jérôme Maillard UMP                      | 19,31 %  | 304 inscrits 145 exprimés |
| 2015  |          | Véronique Dubal Antoine Houyelle FN    | 47,06 %  |          | Delphine Damis-Fricourt Bernard Davergne PS | 30,15 %  |          | Brigitte Boutroy Jean-Charles Vitaux UMP | 22,79 %  | 335 inscrits 136 exprimés |
| 2021  |          | Arnaud Bihet Ghislaine Sire DVD        | 31,25 %  |          | Michaël Desplains Marie-Ange Masson RN      | 28,13 %  |          | Laure Boclet David Mongin DVG/PACE       | 18,75 %  | 297 inscrits 96 exprimés  |

##### 2dtour
| Année | Candidat | Candidat                               | Candidat | Candidat | Candidat                                    | Candidat | Population                |
| ----- | -------- | -------------------------------------- | -------- | -------- | ------------------------------------------- | -------- | ------------------------- |
| 2004  |          | Jacques Pecquery PCF                   | 65,5 %   |          | Frédéric Tuncq UMP                          | 34,5 %   | 285 inscrits 200 exprimés |
| 2011  |          | Jacques Pecquery Colère et espoir (CE) | 69,84 %  |          | Daniel Destruel PS                          | 30,16 %  | 304 inscrits 126 exprimés |
| 2015  |          | Véronique Dubal Antoine Houyelle FN    | 50,86 %  |          | Delphine Damis-Fricourt Bernard Davergne PS | 49,14 %  | 335 inscrits 116 exprimés |
| 2021  |          | Arnaud Bihet Ghislaine Sire DVD        | 59,14 %  |          | Michaël Desplains Marie-Ange Masson RN      | 40,86 %  | 297 inscrits 93 exprimés  |

### Liste des maires
| Période                                  | Période                       | Identité                                           | Étiquette   | Qualité |
| ---------------------------------------- | ----------------------------- | -------------------------------------------------- | ----------- | --- |
| janvier 1796                             | septembre 1800                | Pierre Lesquibain                                  |             | |
| septembre 1800                           | mars 1807                     | François Gignon                                    |             | Cultivateur. |
| 04/1807                                  | 04/1815                       | Aloph Yvonnet Vincent d'Hantecourt                 |             | Propriétaire. |
| 05/1815                                  | 07/1815                       | François Marie Gignon                              |             | |
| 07/1815                                  | [05/1836]                     | Aloph Yvonnet Vincent d'Hantecourt                 |             | |
| 05/1836                                  | 08/1852                       | Jean-Baptiste Alexandre Denel                      |             | Cultivateur. |
| 08/1852                                  | 1870                          | Charles Henri Aloph Vincent d'Hantecourt           |             | Propriétaire. |
| 05/1871                                  | 06/1897                       | Marie Gabriel Yvonnet Marquis Vincent d'Hantecourt | Républicain | Ancien militaire, propriétaire Conseiller général de Gamaches (1893 → 1897).                                                                                                   |
| 07/1897                                  | 1899                          | Fortunat Ducastel                                  |             | Propriétaire. |
| 10/1899                                  | 05/1929                       | Gustave Péron                                      |             | Cultivateur. |
| 05/1929                                  | 06/1934                       | Fernand Égret                                      |             | Négociant. |
| 07/1934                                  | 12/1938                       | Jacques Léon                                       |             | |
| janvier 1939                             |                               | Fernand Égret                                      |             | |
| attesté en 1945                          |                               | Albert Poulin                                      |             | |
| attesté en 1948                          | attesté en 1957               | Jacques Léon                                       |             | |
| attesté en 1960                          | attesté en 1964               | Victor Lejeune                                     |             | |
| attesté en 1995                          |                               | Paul Caron                                         | DVD         | |
| Les données manquantes sont à compléter. |                               |                                                    |             | |
| juillet 1999                             | En cours (au 23 juillet 2020) | Jean-Jacques Nantois                               | PCF         | Ouvrier Vice-président de la CC de Blangy-sur-Bresle (2014 → 2016) Vice-président de la CC interrégionale Aumale - Blangy-sur-Bresle (2017 → ) Réélu pour le mandat 2020-2026, |

## Population et société

### Démographie
L'évolution du nombre d'habitants est connue à travers les recensements de la population effectués dans la commune depuis 1793. Pour les communes de moins de 10 000 habitants, une enquête de recensement portant sur toute la population est réalisée tous les cinq ans, les populations de référence des années intermédiaires étant quant à elles estimées par interpolation ou extrapolation. Pour la commune, le premier recensement exhaustif entrant dans le cadre du nouveau dispositif a été réalisé en 2008.

En 2022, la commune comptait 421 habitants, en évolution de −1,64 % par rapport à 2016 (Somme : −1,26 %, France hors Mayotte : +2,11 %).
| 1793 | 1800 | 1806 | 1821 | 1831 | 1836 | 1841 | 1846 | 1851 |
| ---- | ---- | ---- | ---- | ---- | ---- | ---- | ---- | ---- |
| 348  | 413  | 531  | 470  | 500  | 376  | 380  | 365  | 374  |

| 1856 | 1861 | 1866 | 1872 | 1876 | 1881 | 1886 | 1891 | 1896 |
| ---- | ---- | ---- | ---- | ---- | ---- | ---- | ---- | ---- |
| 372  | 383  | 380  | 343  | 323  | 286  | 295  | 309  | 375  |

| 1901 | 1906 | 1911 | 1921 | 1926 | 1931 | 1936 | 1946 | 1954 |
| ---- | ---- | ---- | ---- | ---- | ---- | ---- | ---- | ---- |
| 449  | 382  | 405  | 311  | 583  | 434  | 362  | 357  | 406  |

| 1962 | 1968 | 1975 | 1982 | 1990 | 1999 | 2006 | 2008 | 2013 |
| ---- | ---- | ---- | ---- | ---- | ---- | ---- | ---- | ---- |
| 427  | 400  | 384  | 334  | 321  | 343  | 374  | 383  | 438  |

| 2018 | 2022 | - | - | - | - | - | - | - |
| ---- | ---- | - | - | - | - | - | - | - |
| 416  | 421  | - | - | - | - | - | - | - |

### Enseignement
La commune dispose d'une école primaire répartie sur deux sites séparés par l'ancienne route nationale (D 928). Cette école compte deux classes pour 40 élèves à la rentrée 2017.
À la rentrée scolaire 2025, l'école rejoint le regroupement pédagogique formé par Saint-Maxent, Tours et Grébaultmesnil. Une classe est maintenue dans le village.

### Économie
Le village comporte, avec le village voisin de Saint-Maxent, la Coopérative Agricole de la Région d'Abbeville (CALIRA), qui permet le rassemblement de toutes les récoltes de lin de la Côte picarde et même de l'Amiénois[réf. nécessaire].
L'entreprise Soufflet, entreprise agricole, est implantée sur la commune à la zone des Butz, près de l'autoroute A28, juste à côté des établissements Bordage, spécialiste de la gestion des déchets.
Un garage Eurorepar et un bar-tabac FDJ se trouvent sur la route nationale. Un vendeur de véhicules automobiles est installé dans le village.

### Sport
La commune est le siège du club de football de la Société Sportive d'Éducation Physique (SSEP) de Martainneville, pensionnaire du District de la Somme (Départemental 5), créée en 1923 et disparue en 2008 avant de se reformer depuis 2013. Le club évolue au stade Paul-Caron, du nom de l'ancien maire de Martainneville (jusqu'en 1999), rue d'Herveloy (en direction de Cerisy-Buleux).
Pour la saison 2021-2022, le club martainnevillois atteint le 2e tour de la Coupe de France en recevant le club de Saint-Valery-sur-Somme, qui évolue en Départemental 1, soit 4 divisions au-dessus de Martainneville.

## Culture locale et patrimoine

### Lieux et monuments
- L'ancienne voie de chemin de fer

La ligne de chemins de fer Longpré-les-Corps-Saints / Gamaches, à voie unique, a été ouverte le 9 mai 1872 et déclassée le 10 novembre 1993. Elle desservait : 
Longpré-les-Corps-Saints / Bettencourt-Rivière / Airaines / Allery / Wiry-au-Mont / Forceville / Oisemont / Cerisy-Buleux / Martainneville-Saint-Maxent / Vismes-au-Val / Maisnières / Gamaches et Longroy - Gamaches.
De nos jours la ligne n'existe plus. Cette ligne faisait essentiellement du trafic fret en desservant les coopératives mais transportait aussi quelques voyageurs. 
L'ancien arrêt se situait au point kilométrique 22,225 depuis la gare de Longpré-Les-Corps-Saints entre Martainneville et Saint-Maxent.
- Le château de Martainneville : 
La terre connut de nombreux propriétaires. En 1270, elle appartient à Jean de Martainneville et de 1317 à 1339 à Hugues de Monsures. Elle fut par la suite successivement vendue à Jean Journe en 1490 puis à Jacques de Vaudroy  en 1605, avant d'être acquise en 1606 par Adrien de Gaude dont la famille connue à Abbeville dès le XIIe siècle avait donné  plusieurs maïeurs à la ville d'Abbeville aux XIVe et XVIe siècles. En 1696, son petit-fils Jean-Francois de Gaude, comte de Martainneville, entreprend la construction  du château actuel sur les bases d'un château plus ancien datant du XVIe siècle. Mais c'est surtout à François-Léonor de Gaude, comte de Martainneville, mestre de camps de cavalerie et exempt des Gardes du Corps du Roi, et à son épouse Marie Anne de Malortie de Boudeville, fille de Jacques-Gustave de Malortie de Boudeville, brigadier des Armées du Roi et de Marie-Thérèse de Brisacier, comtesse de Hombourg, tous deux possesseurs de vastes domaines en Pays de Caux et en Lorraine, que l'on doit entre 1740 et 1757 les travaux de modernisation et d'agrandissement du château, réputé être l'un des plus beaux châteaux du Vimeu. En 1749, leur fille Marie-Thérèse, épouse Philippe Charles, comte de Hunolstein, chambellan de Léopold de Lorraine, roi de Pologne, et s'installe au château de Hombourg (en Lorraine) propriété de la famille Brisacier. Au décès de sa mère Marie Anne en 1774, la terre passera donc par alliance dans cette famille, originaire d'Allemagne et liée au duché de Lorraine. En 1790, le départ pour l'émigration du fils de Marie-Thérèse amène la saisie du domaine de Martainneville, déclaré acquis à la Nation. Mis en adjudication, il est racheté en 1797 par un voisin, lui-même tout juste rentré d'émigration, en la personne de Gabriel, marquis d'Hantecourt, ancien mousquetaire de la Garde du Roi et restera dans sa descendance directe jusqu'en 1932. À cette date, le domaine, bien déchu de sa grandeur passée, est acquis par Joseph Andrieu avant d'être racheté en 2016 à la famille Andrieu par John Coury et Florent Maillard.

La 1re construction remonterait à la fin du XVIe siècle ou aux toutes premières années du XVIIe siècle comme en témoignent les deux tours qui subsistent aux angles du corps de logis côté jardin. Les travaux furent poursuivis au XVIIe siècle selon le schéma  classique, corps de logis et  deux courtes ailes en retour d'équerre côté cour. De grands travaux d'embellissement se déroulèrent au siècle suivant, avec notamment la création du bel avant-corps central en saillie à trois pans coupés orné de deux pilastres à refends supportant un fronton demi circulaire, caractéristique de l'architecture picarde des années 1750. Les ailes en retour d'équerre ont été supprimées vers 1860 et des chaînages rectilignes ont remplacé les chaînages en harpe du siècle précédent. Dans les années 1930, les deux tours de la façade sur jardin ont été diminuées au niveau du rez-de-chaussée.
La balustrade qui couronne l'avant-corps pourrait dater, quant à elle, du XIXe siècle.
À l'est du château, un portail jouxte les anciennes écuries dont la superbe architecture, alliant élégance et monumentalité, rivalise avec celle des écuries du château de Long.
Isolé en avant de l'ancienne cour des dépendances, le pigeonnier octogonal renferme 400 boulins faits de terre cuite soigneusement vernissée.
- Verrerie de M. de Bayai à Martainneville[36].
- Église Saint-Pierre-et-Saint-Paul.
- Chapelle funéraire, près de l'église. Elle a résisté au déplacement du cimetière. Ce fut la sépulture de Vincent d'Hantecourt. maire, conseiller général, il avait perdu ses trois épouses successives[37].

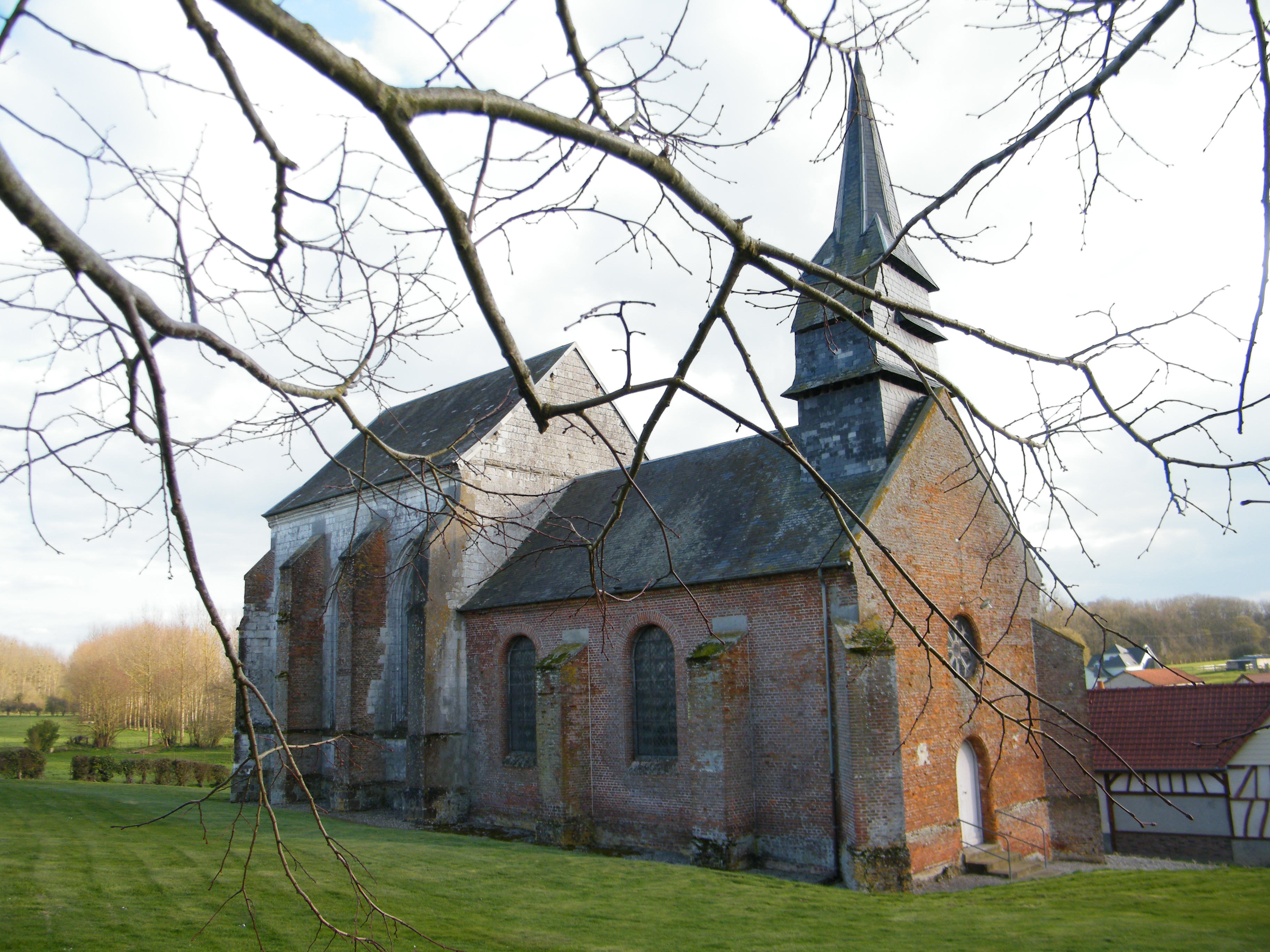
Église.
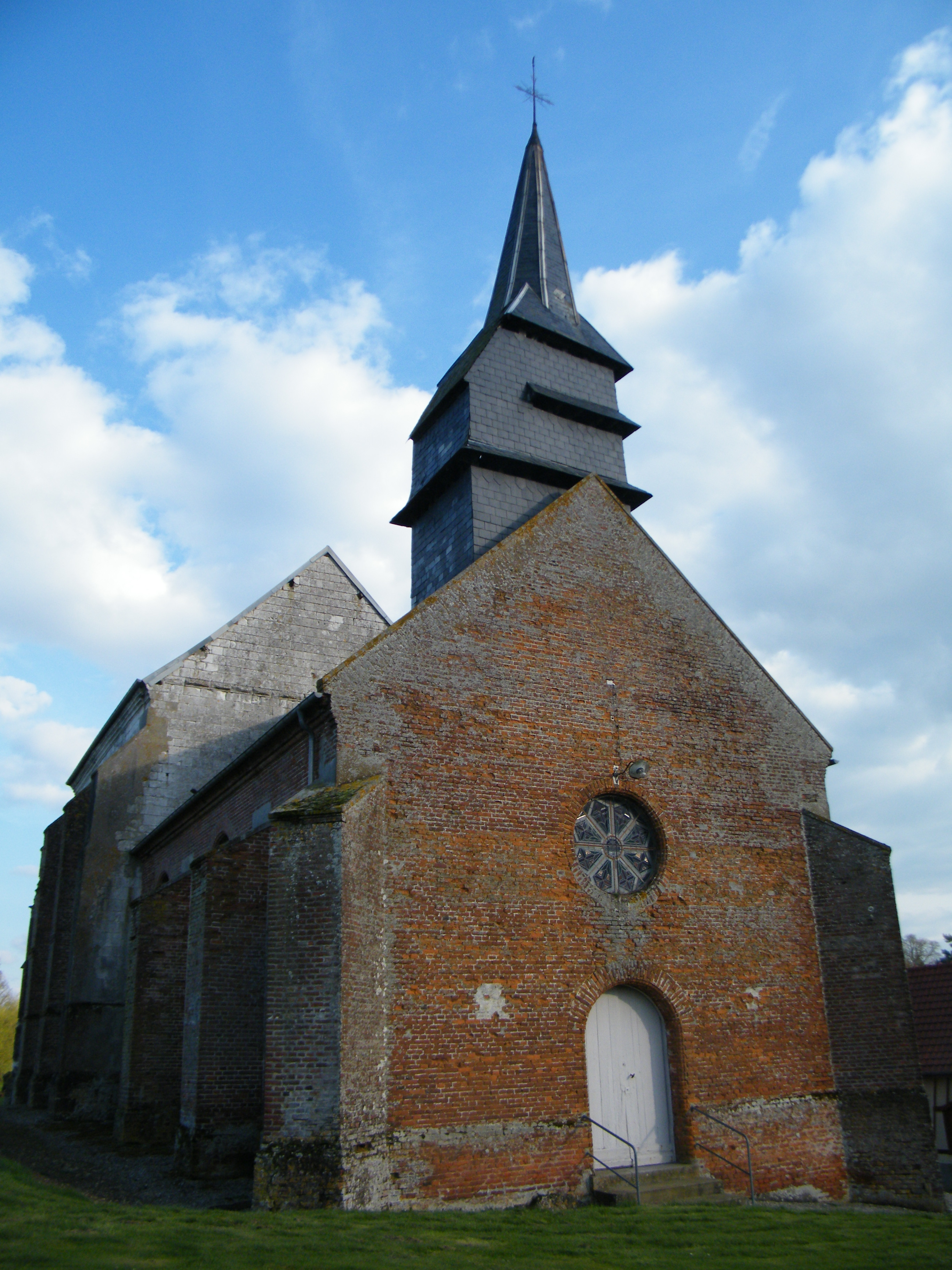
Vue du clocher.
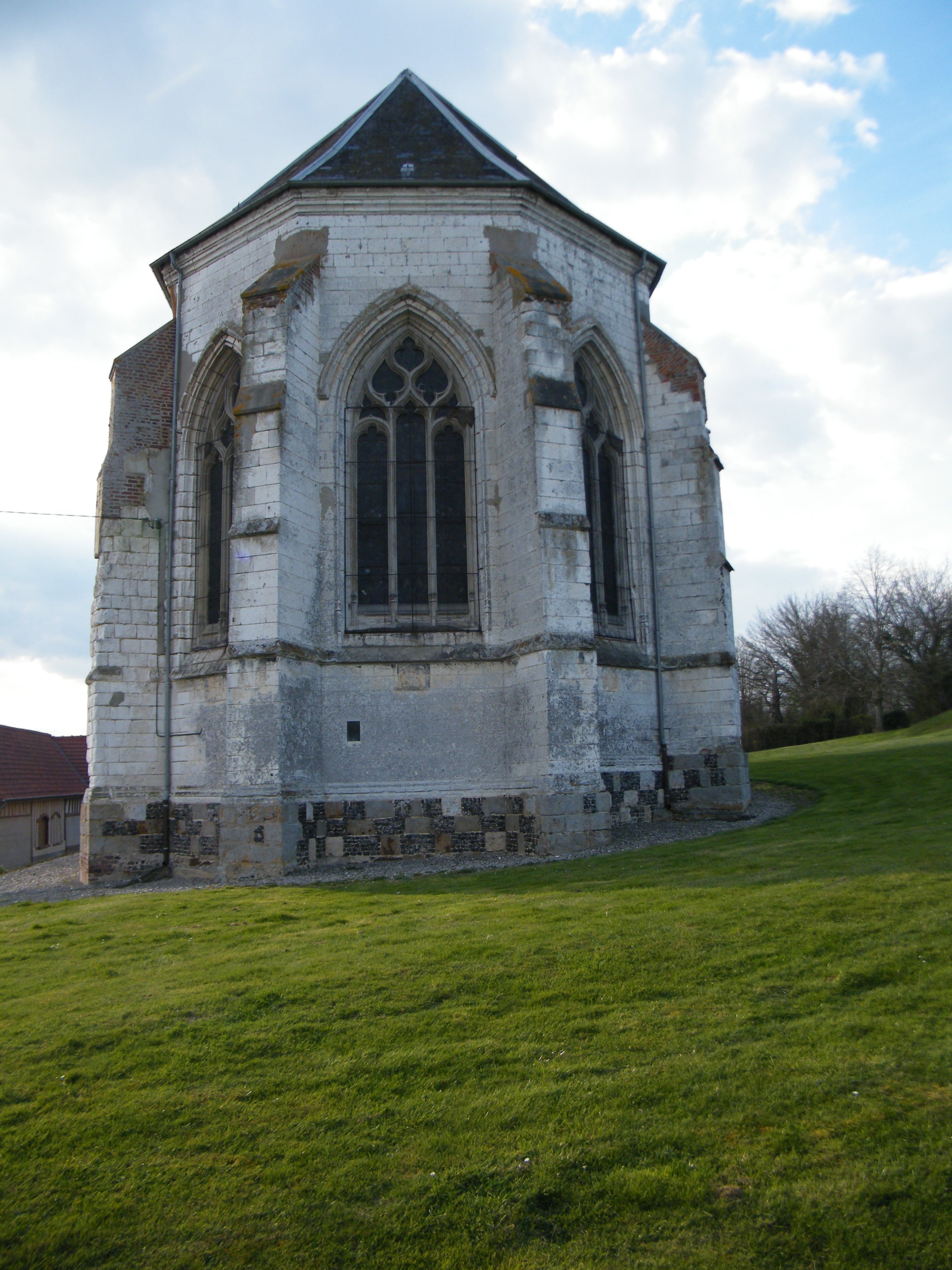
Chevet de l'église.
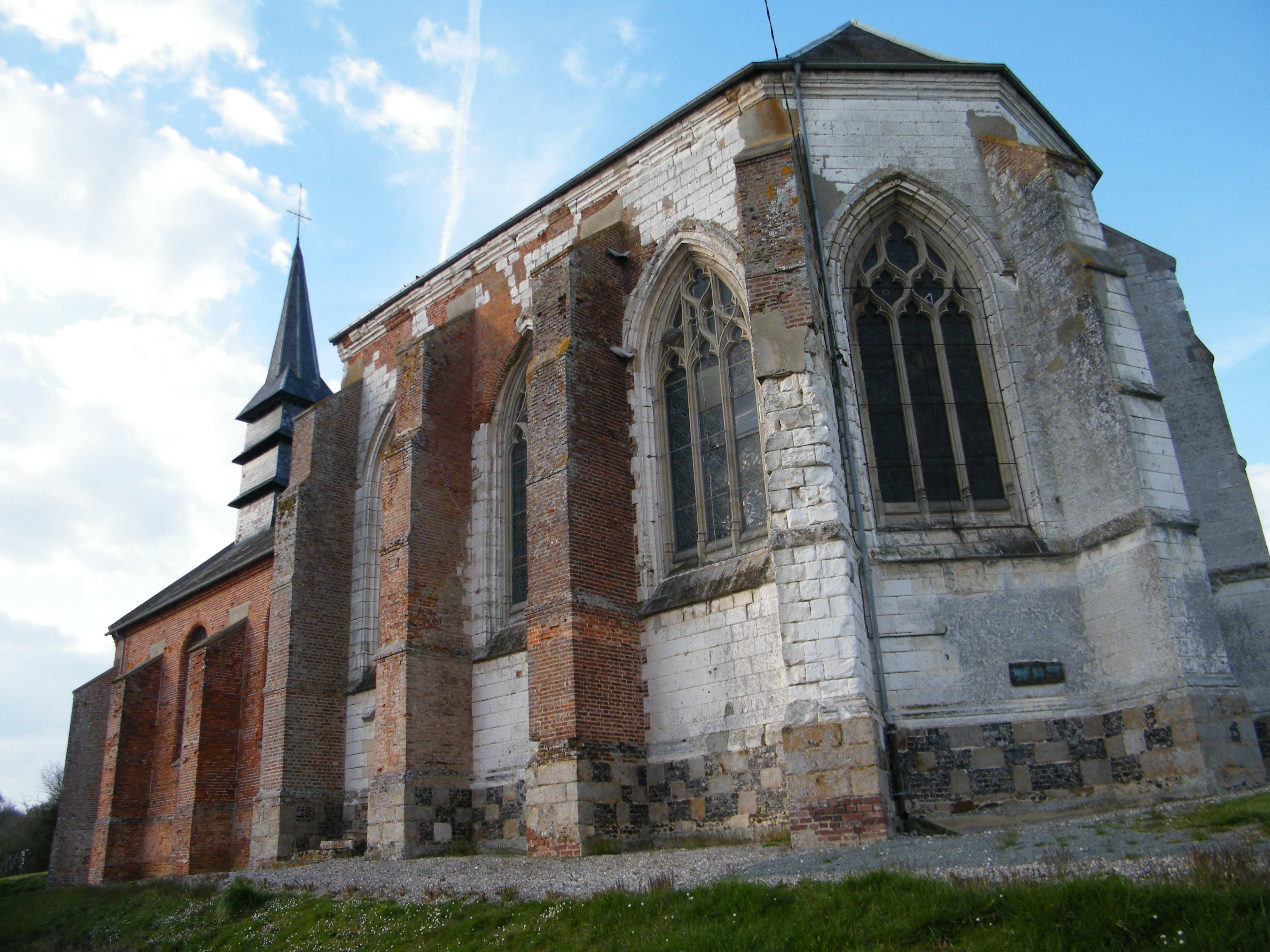
Contreforts en brique pour rigidifier les murs.
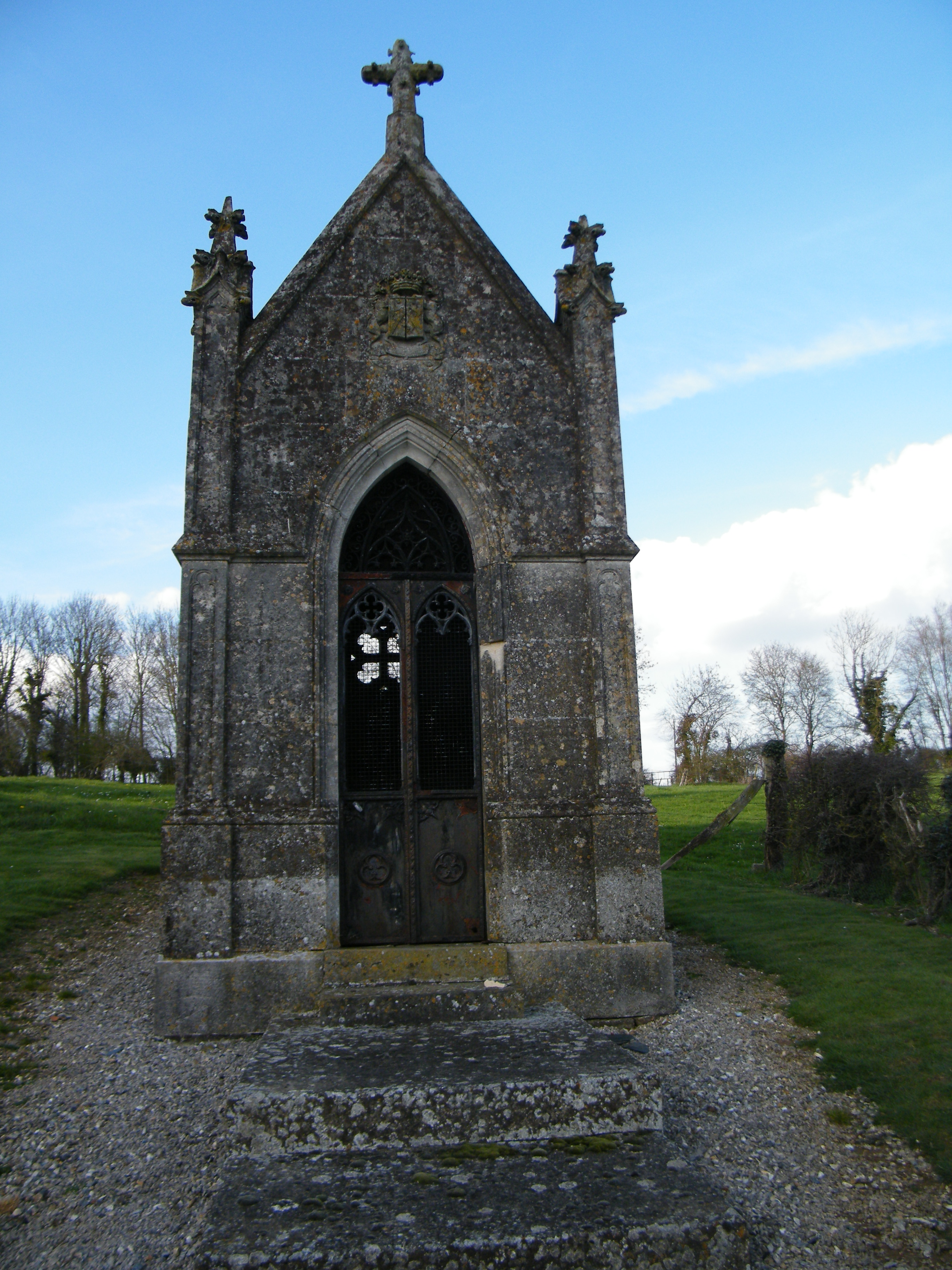
Chapelle près de l'église, souvenir de l'ancien cimetière.
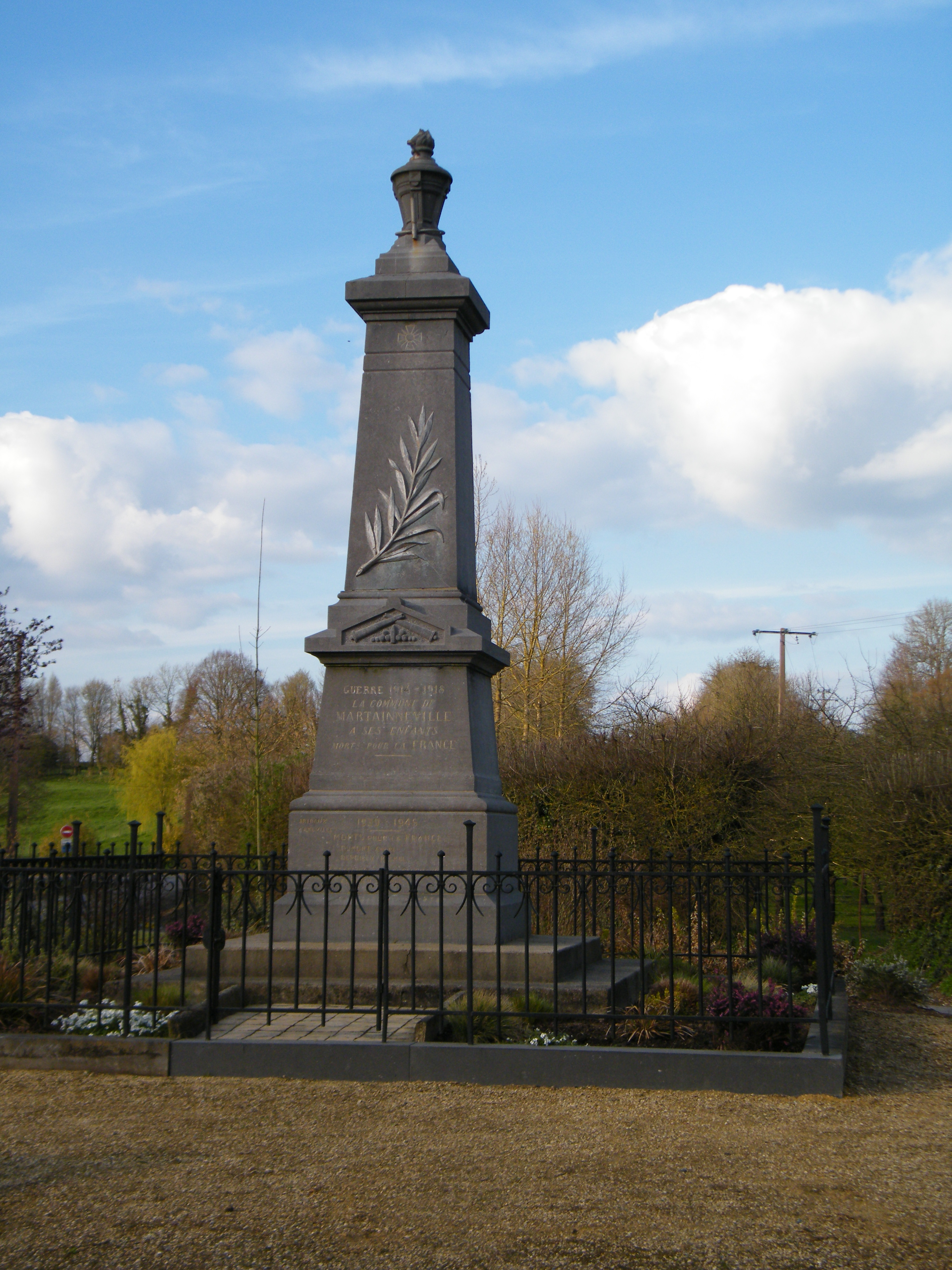
Monument aux morts pour la patrie.
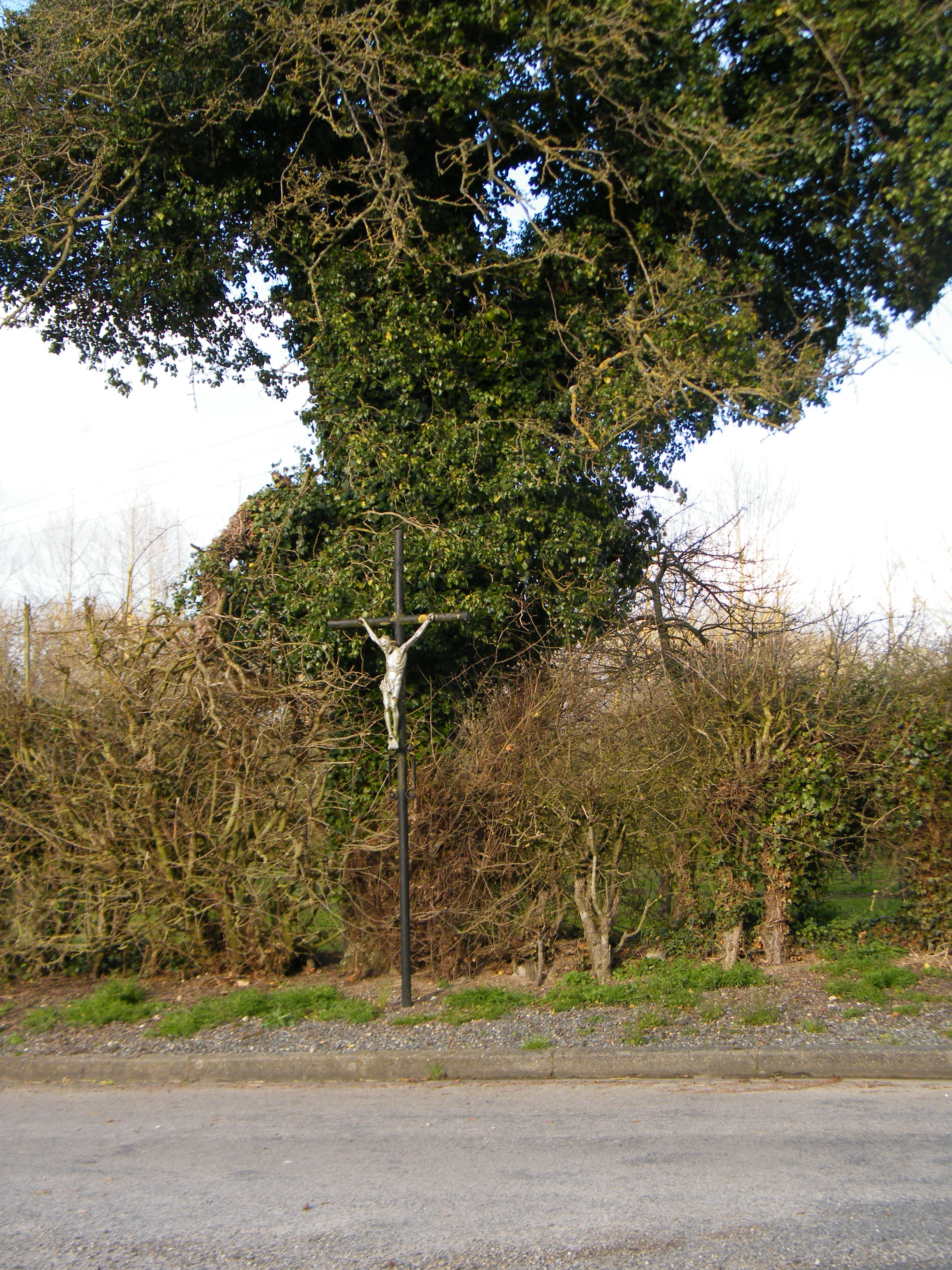
En face de l'école.

### Héraldique
|  | Les armes de la commune se blasonnent ainsi : D'azur au chevron d'argent, chargé de trois trèfles de sable, accompagné de trois molettes d'or. |

La commune relève les armes de la famille Du Bus, qui tirait son nom d'un ancien hameau constitué autour de deux manoirs aujourd'hui disparus.  Jusqu'au XIXe siècle, Martainneville portait encore le nom de Martainneville-lès-Butz, pour se différencier de Martaigneville, hameau de Bourseville (80). Le hameau des Butz (qui comprenait le Grand et le Petit-Butz) n'existe plus.

### Personnalités liées à la commune
- Émile Warré, spécialiste de l'apiculture, curé en 1904.